# Mietvilla Dr.-Schmincke-Allee 21 (Radebeul)
Die Mietvilla Dr.-Schmincke-Allee 21 liegt im Stadtteil Serkowitz der sächsischen Stadt Radebeul, direkt am Fontainenplatz. Sie wurde 1892/1893 durch die ortsansässigen Baumeister Gebrüder Ziller errichtet.

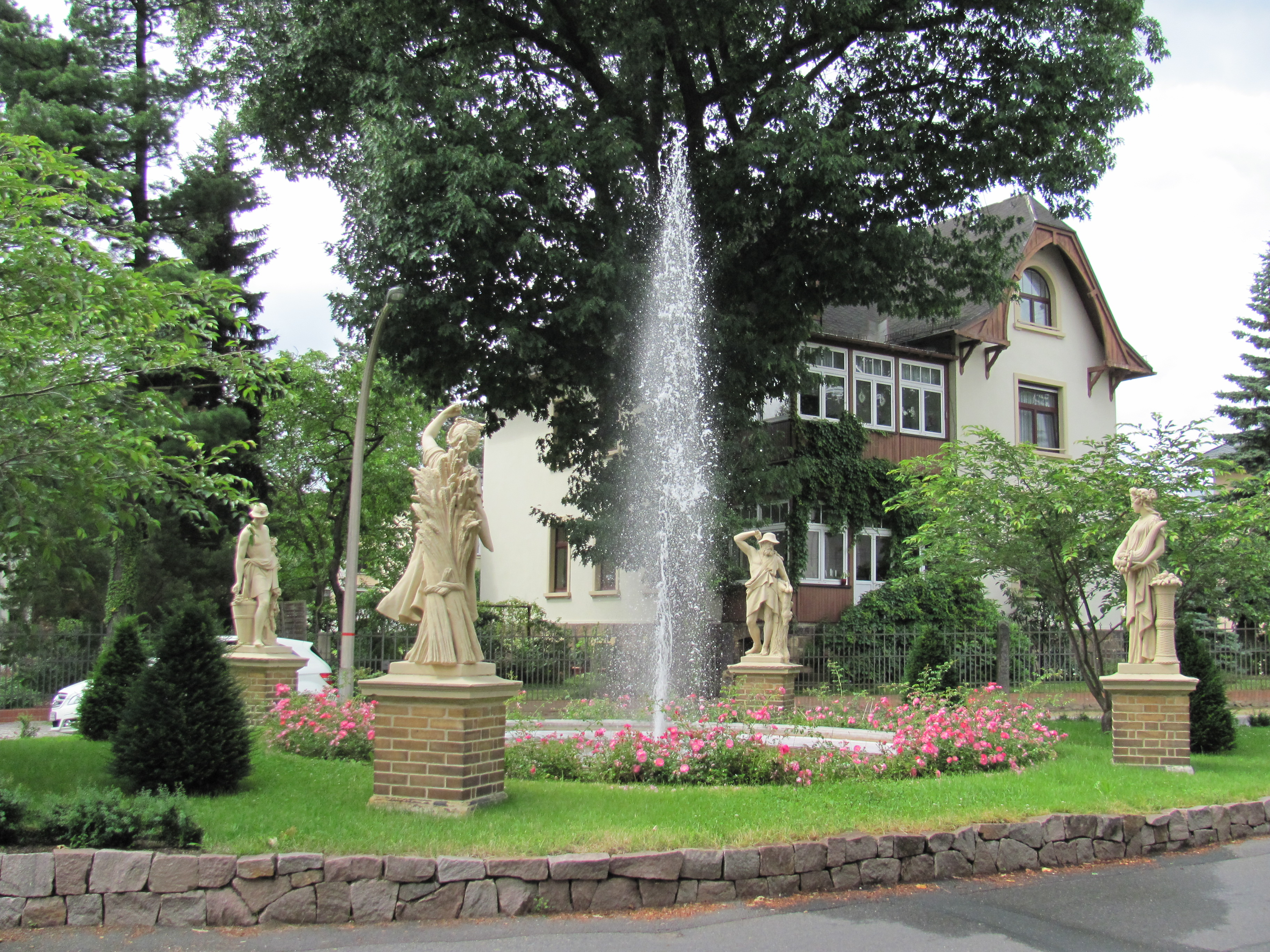
Mietvilla Dr.-Schmincke-Allee 21, am nordwestlichen Rand des Fontainenplatzes, Juni 2013, Brunnenbecken umpflanzt und mit Wasserfontäne.

## Beschreibung

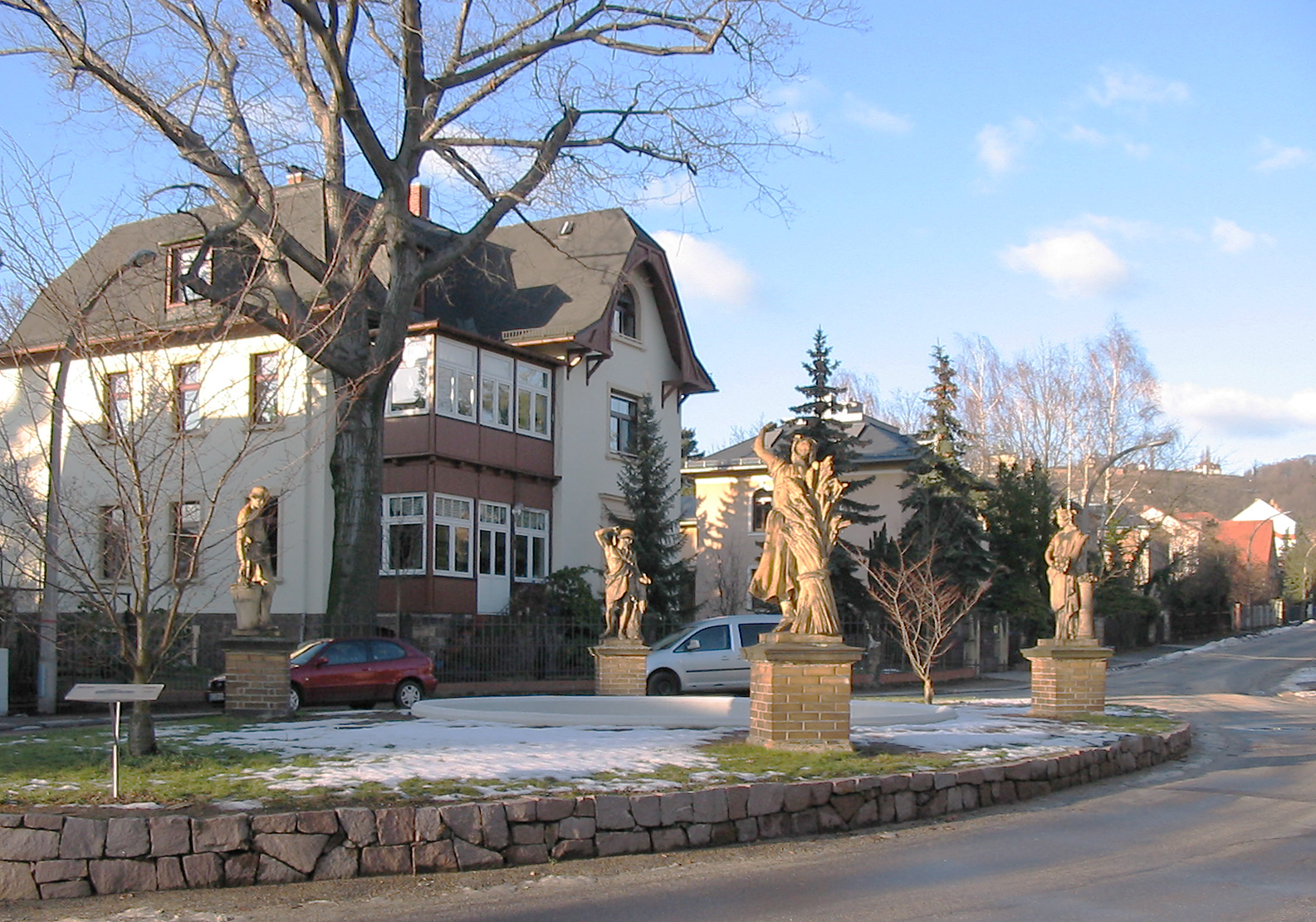
Mietvilla Dr.-Schmincke-Allee 21, am nordwestlichen Rand des Fontainenplatzes, Winter 2009, Brunnenbecken frisch saniert und mit für den Winter abgeschalteter Fontänentechnik.

Die zusammen mit ihrer Einfriedung unter Denkmalschutz stehende, größere Mietvilla ist ein zweigeschossiges Wohnhaus auf einem Polygonalmauerwerkssockel sowie mit einem ausgebauten Dachgeschoss. In dem weit vorkragenden Pyramidenstumpfdach befinden sich einige Dachgauben.
Rechts in der Hauptansicht zur Straße steht ein Seitenrisalit mit einem Gesprengegiebel unter einem Krüppelwalmdach. Das Erdgeschossfenster in dem Risaliten wird durch Pilaster und eine Verdachung geschmückt. Vor der linken Rücklage der Straßenansicht steht eine zweigeschossige Veranda, die Freitreppe zum Vorgarten hat ein schmiedeeisernes Geländer. Die Fenster in den inzwischen reduziert gestalteten Fassaden des Putzbaus werden durch Gewände aus Sandstein eingefasst.
Die Einfriedung besteht aus Lanzettzaunfeldern zwischen Sandsteinpfosten.

## Geschichte

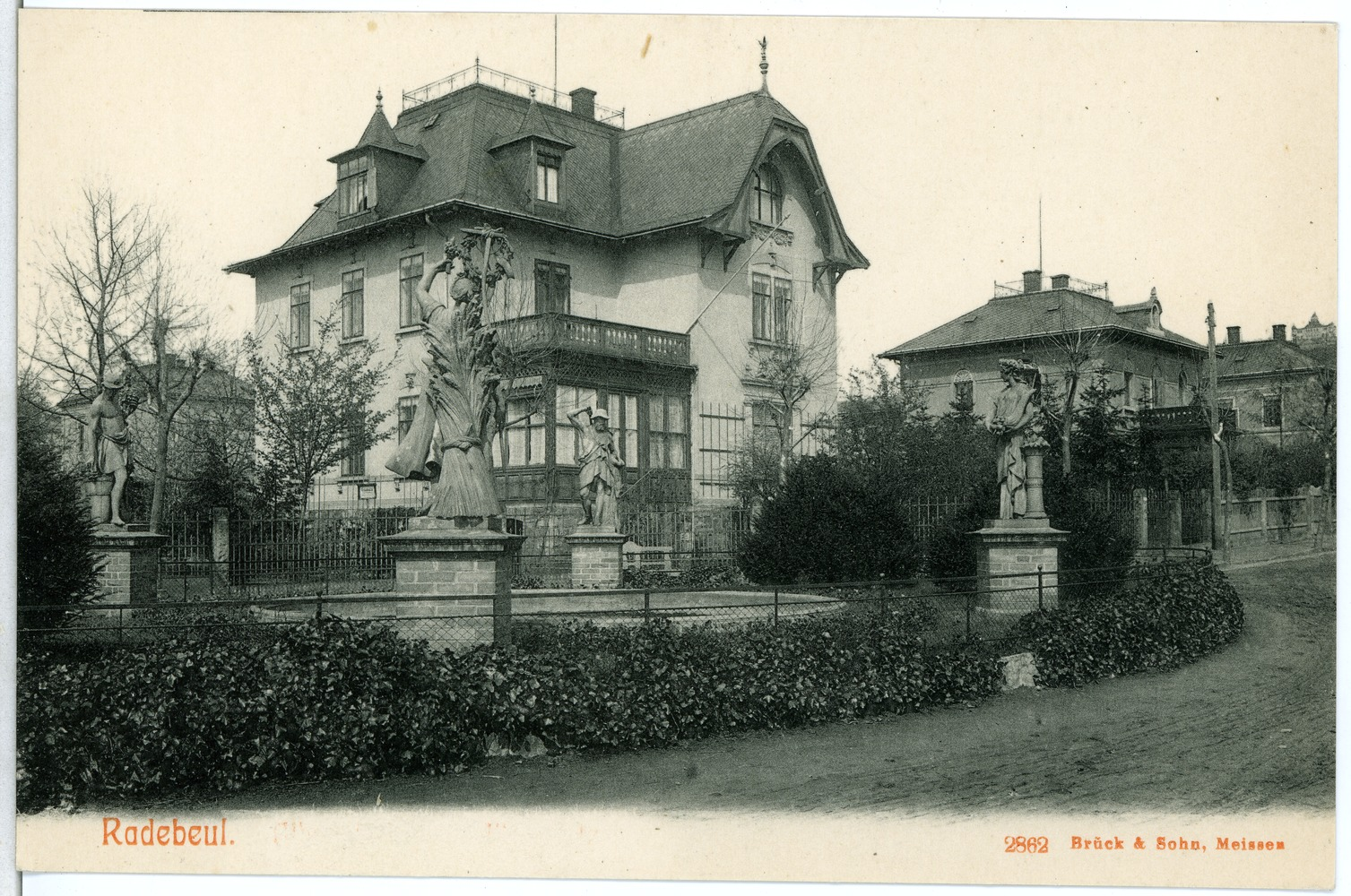
Familienvilla Dr.-Schmincke-Allee 21 (1903)

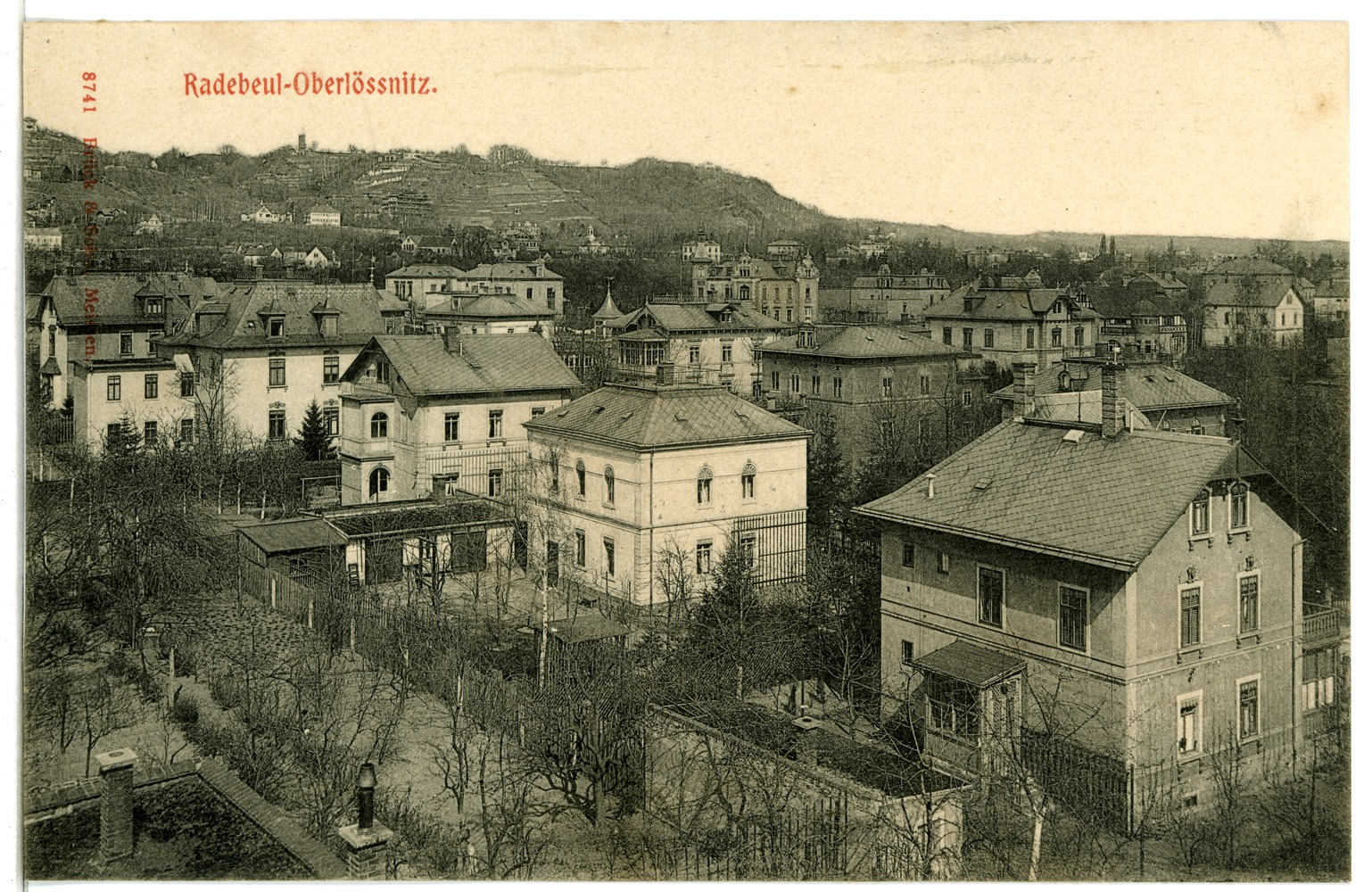
Rückseite Dr.-Schmincke-Allee 21 (ganz links; 1907)

Die Dr.-Schmincke-Allee wurde 1876 von den ortsansässigen Baumeistern Gebrüder Ziller erschlossen und als Albertstraße der Öffentlichkeit zur Verfügung gestellt, benannt nach dem seinerzeitigen sächsischen König Albert. Ab 1904 hieß sie Kaiser Friedrich-Allee. Das Rondell in der Dr.-Schmincke-Allee (Fontainenplatz) entstand auf eigene Kosten der Gebrüder Ziller als ovaler Platz, um den herum vier Villen errichtet wurden. Auf dem Rondell entstand in einer Grünfläche ein Brunnenbecken mit der namensgebenden „Fontaine“, die nach über 50 Jahren Untätigkeit im Jahr 2008 durch den ortsansässigen verein für denkmalpflege und neues bauen radebeul wieder ausgegraben und in Betrieb gesetzt werden konnte. Die Stadt Radebeul lässt diese Fontäne in Zukunft wieder sprudeln. Die Gebrüder Ziller stellten um das Brunnenbecken vier Figuren der Firma Ernst March, Charlottenburg auf, die die Vier Jahreszeiten darstellen und deren Entwürfe von Julius Franz stammen. Diese 1880 als Katalogware beschafften, lebensgroßen Figuren stehen auf Postamenten und blicken in Richtung Brunnen.
Am nordwestlichen Rand des Platzes errichteten die Gebrüder Ziller in den Jahren 1892/1893 eine größere Mietvilla, die als gespiegeltes Pendant zur südlich gelegenen Mietvilla Dr.-Schmincke-Allee 19 entworfen wurde. Im Jahr 1904 erhielt das Gebäude einen Anbau und 1928 wurde die Veranda ausgebaut. Die Architekten Patitz & Lötzsch bauten 1935 das gesamte Gebäude um, wobei sie die Fassade der Rückseite stark vereinfachten.
Ende der 1890er Jahre kam die Schriftstellerin und Dichterin Clara von Dincklage-Campe nach Serkowitz, wo sie als Privata für die nächsten 20 Jahre bei ihrer jüngeren verheirateten Schwester Agnes (* 1841) und deren Ehemann William H. Thaule wohnte, der seinen Lebensunterhalt als Komponist und Tonkünstler verdiente. Das im Erdgeschoss wohnende Ehepaar überließ der Schwester das Obergeschoss zum Leben und Arbeiten. 1918 verkaufte Thaule die Familienvilla, woraufhin Dincklage-Campe auf das Familiengut im Emsland zurückkehrte.